# Памятник погибшим в Батне
Памятник погибшим в Батне (фр. Monument aux morts de Batna) — военный мемориал, воздвигнутый в межвоенный период в алжирском городе Батна, посвящённый павшим и пропавшим без вести солдатам Французской республики.

## История
Военный мемориал был создан скульптором Камиллем Алафилиппом и архитектором Шарлем Монтланом в 1925 году и открыт 11 ноября. Он располагался перед ратушей на пересечении авеню де Франси авеню де ла Републик. Затем он был перенесён на новую площадь на бывшей аллее Бокка. Изначально на памятнике была только одна табличка, датируемая 1914—1918 годами и посвященная погибшим в Первой мировой войне. Позже после окончания Второй мировой войны появилась вторая табличка, посвящённая уже погибшим в этой войне.
После обретения Алжиром независимости памятник перенесён на христианское кладбище. На старом месте был возведен памятник мученической кончине Мостафы Бен Булаида. Меч скульптуры был сломан, а пластины пропали.